# Associatività
In matematica, l'associatività (o proprietà associativa) è una proprietà che può avere un'operazione binaria. Significa che l'ordine di valutazione è irrilevante se l'operazione appare più di una volta in un'espressione. Detta in altro modo, non sono richieste parentesi per un'operazione associativa. Si consideri ad esempio l'uguaglianza
(5+2)+1 = 5+(2+1)
Sommando 5 e 2 si ottiene 7, e sommando 1 si ottiene il risultato 8 per il membro a sinistra. Per valutare il membro a destra, si inizia a sommare 2 e 1 ottenendo 3, e quindi si somma 3 e 5 per ottenere 8 ancora. Quindi l'uguaglianza è verificata. Di fatto è verificata per tutti i numeri reali, non solo per 5, 2, e 1. Diciamo che "l'addizione nell'insieme dei numeri reali è un'operazione associativa".
Le operazioni associative sono frequenti in matematica, e infatti molte strutture algebriche richiedono esplicitamente che le loro operazioni binarie siano associative. Tuttavia, molte operazioni importanti non sono associative; un esempio comune è il prodotto vettoriale.

## Definizione
Formalmente, un'operazione binaria {\displaystyle *} su un insieme S è detta associativa se soddisfa la legge associativa:
{\displaystyle (x*y)*z=x*(y*z)\qquad {\mbox{per ogni }}x,y,z\in S.}
L'ordine di valutazione non influisce sul valore di tale espressione, e si dimostra che lo stesso vale per le espressioni che contengono un numero arbitrario di operazioni {\displaystyle *}. Quindi, quando {\displaystyle *} è associativa, l'ordine di valutazione può essere lasciato non specificato senza causare ambiguità, omettendo le parentesi e scrivendo semplicemente:
{\displaystyle x*y*z.}

## Esempi
Seguono alcuni esempi di operazioni associative.
- In aritmetica, l'addizione e la moltiplicazione di numeri reali sono associative, cioè,

{\displaystyle \left.{\begin{matrix}(x+y)+z=x+(y+z)=x+y+z\quad \\(x\,y)z=x(y\,z)=x\,y\,z\qquad \qquad \qquad \quad \ \ \,\end{matrix}}\right\}{\mbox{per ogni }}x,y,z\in \mathbb {R} .}
- L'addizione e la moltiplicazione dei numeri complessi e dei quaternioni sono associative. La somma degli ottetti è ancora associativa, ma la moltiplicazione degli ottetti non è associativa.
- Le funzioni massimo comun divisore e minimo comune multiplo agiscono associativamente:

{\displaystyle \left.{\begin{matrix}\operatorname {M.C.D.} (\operatorname {M.C.D.} (x,y),z)=\operatorname {M.C.D.} (x,\operatorname {M.C.D.} (y,z))=\operatorname {M.C.D.} (x,y,z)\ \quad \\\operatorname {m.c.m.} (\operatorname {m.c.m.} (x,y),z)=\operatorname {m.c.m.} (x,\operatorname {m.c.m.} (y,z))=\operatorname {m.c.m.} (x,y,z)\quad \end{matrix}}\right\}{\mbox{ per ogni }}x,y,z\in \mathbb {Z} .}
- L'intersezione e l'unione di insiemi:

{\displaystyle \left.{\begin{matrix}(A\cap B)\cap C=A\cap (B\cap C)=A\cap B\cap C\quad \\(A\cup B)\cup C=A\cup (B\cup C)=A\cup B\cup C\quad \end{matrix}}\right\}{\mbox{per tutti gli insiemi }}A,B,C.}
- Se M è un dato insieme e S indica l'insieme di tutte le funzioni da M a M, allora l'operazione di composizione di funzioni su S è associativa:

{\displaystyle (f\circ g)\circ h=f\circ (g\circ h)=f\circ g\circ h\qquad {\mbox{per ogni }}f,g,h\in S.}
- Leggermente più in generale, dati quattro insiemi M, N, P e Q, con f: M a N, g: N a P, e h: P a Q, allora

{\displaystyle (f\circ g)\circ h=f\circ (g\circ h)=f\circ g\circ h}
come prima.  In breve, la composizione di mappe è sempre associativa.
- Una matrice rappresenta una trasformazione lineare fra spazi vettoriali rispetto a basi fissate, e il prodotto di matrici corrisponde alla composizione delle trasformazioni lineari corrispondenti. Dunque dall'associatività della composizione di funzioni segue l'associatività del prodotto di matrici.

## Non associatività
Un'operazione binaria {\displaystyle *} su un insieme S che non soddisfa la legge associativa è detta non associativa. In simboli,
{\displaystyle (x*y)*z\neq x*(y*z)\qquad {\mbox{per qualche }}x,y,z\in S.}
Per tale operazione l'ordine di valutazione è importante. La sottrazione, la divisione e l'esponenziazione sono esempi ben noti di operazioni non associative:
{\displaystyle {\begin{matrix}(5-3)-2\neq 5-(3-2)\quad \\(4/2)/2\neq 4/(2/2)\qquad \qquad \\2^{(1^{2})}\neq (2^{1})^{2}.\quad \qquad \qquad \end{matrix}}}
In generale, le parentesi devono essere usate per indicare l'ordine di valutazione, se un'operazione non associativa appare più di una volta in un'espressione. Tuttavia i matematici si accordano su un particolare ordine di valutazione per molte operazioni non associative comuni. Questa è una convenzione, e non una verità matematica.
Un'operazione associativa a sinistra è un'operazione non associativa che viene valutata convenzionalmente da sinistra a destra, cioè,
{\displaystyle \left.{\begin{matrix}x*y*z=(x*y)*z\qquad \qquad \quad \,\\w*x*y*z=((w*x)*y)*z\quad \\{\mbox{etc.}}\qquad \qquad \qquad \qquad \qquad \qquad \ \ \,\end{matrix}}\right\}{\mbox{per ogni }}w,x,y,z\in S}
mentre un'operazione associativa a destra è valutata convenzionalmente da destra a sinistra:
{\displaystyle \left.{\begin{matrix}x*y*z=x*(y*z)\qquad \qquad \quad \,\\w*x*y*z=w*(x*(y*z))\quad \\{\mbox{etc.}}\qquad \qquad \qquad \qquad \qquad \qquad \ \ \,\end{matrix}}\right\}{\mbox{per ogni }}w,x,y,z\in S}
Esistono sia operazioni associative a sinistra che operazioni associative a destra; sotto sono dati alcuni esempi.

## Altri esempi
Le operazioni associative a sinistra includono:
- Sottrazione e divisione di numeri reali:

{\displaystyle x-y-z=(x-y)-z\qquad {\mbox{per ogni }}x,y,z\in \mathbb {R} ;}
{\displaystyle x/y/z=(x/y)/z\qquad \qquad \quad {\mbox{per ogni }}x,y,z\in \mathbb {R} {\mbox{ con }}y\neq 0,z\neq 0.}
Le operazioni associative a destra includono le seguenti:
- Esponenziazione di numeri reali:

{\displaystyle x^{y^{z}}=x^{(y^{z})}.}
La ragione per cui l'esponenziazione è associativa a destra è che un'esponenziazione associativa a sinistra ripetuta sarebbe meno pratica: ad esempio, la funzione {\displaystyle e^{x^{2}}}senza parentesi verrebbe identificata con {\displaystyle e^{2x}}. Le ripetizioni multiple possono (e, per chiarezza, vengono) riscritte con il simbolo di moltiplicazione:
{\displaystyle (x^{y})^{z}=x^{(yz)}.}
- l'operatore di assegnazione in molti linguaggi di programmazione  è associativo a destra, ad esempio nel caso del linguaggio C:

x = y = z; è equivalente a x = (y = z); e non a (x = y) = z;
In altre parole, l'istruzione assegna il valore di z sia a y che a x.
- nel linguaggio di programmazione APL tutte le primitive sono definite in modo da avere la stessa precedenza e sono sempre associative a destra, ad esempio:

```
      
⍝ ad A e C vengono assegnati degli scalari, a B un vettore, ⋄ è il separatore di statement

      
A
←
2
   
⋄
   
B
←
1
 
2
 
3
 
4
 
5
   
⋄
   
C
←
1

      
A
×
B
     
⍝ moltiplica lo scalare A per ogni elemento del vettore B…

2
 
4
 
6
 
8
 
10
    
⍝ … il risultato è un vettore

      
B
+
C
     
⍝ somma lo scalare C ad ogni elemento del vettore B

2
 
3
 
4
 
5
 
6

      
A
×
B
+
C
   
⍝ moltiplica lo scalare A per ogni elemento del vettore B+C

4
 
6
 
8
 
10
 
12

      
A
×
(
B
+
C
)
 
⋄
 
(
A
×
B
)
+
C

4
 
6
 
8
 
10
 
12

3
 
5
 
7
 
9
 
11

```

ovvero A×B+C è equivalente a A×(B+C) e non a (A×B)+C.
Operazioni non associative per cui non è stato definito nessun ordine convenzionale di valutazione includono le seguenti:
- Prendere la media di numeri reali:

{\displaystyle {(x+y)/2+z \over 2}\neq {x+(y+z)/2 \over 2}\neq {x+y+z \over 3}\qquad {\mbox{per qualche }}x,y,z\in \mathbb {R} .}
- Prendere il complemento relativo di insiemi:

{\displaystyle (A\backslash B)\backslash C\neq A\backslash (B\backslash C)\qquad {\mbox{per qualche insieme }}A,B,C.}